# Svinesund
Le Svinesund est un détroit du fjord Iddefjord qui sépare le Bohuslän suédois de l'Østfold norvégien.
L'autoroute E6 traverse le détroit sur le pont de Svinesund. C'est un des plus importants passages entre les deux pays.

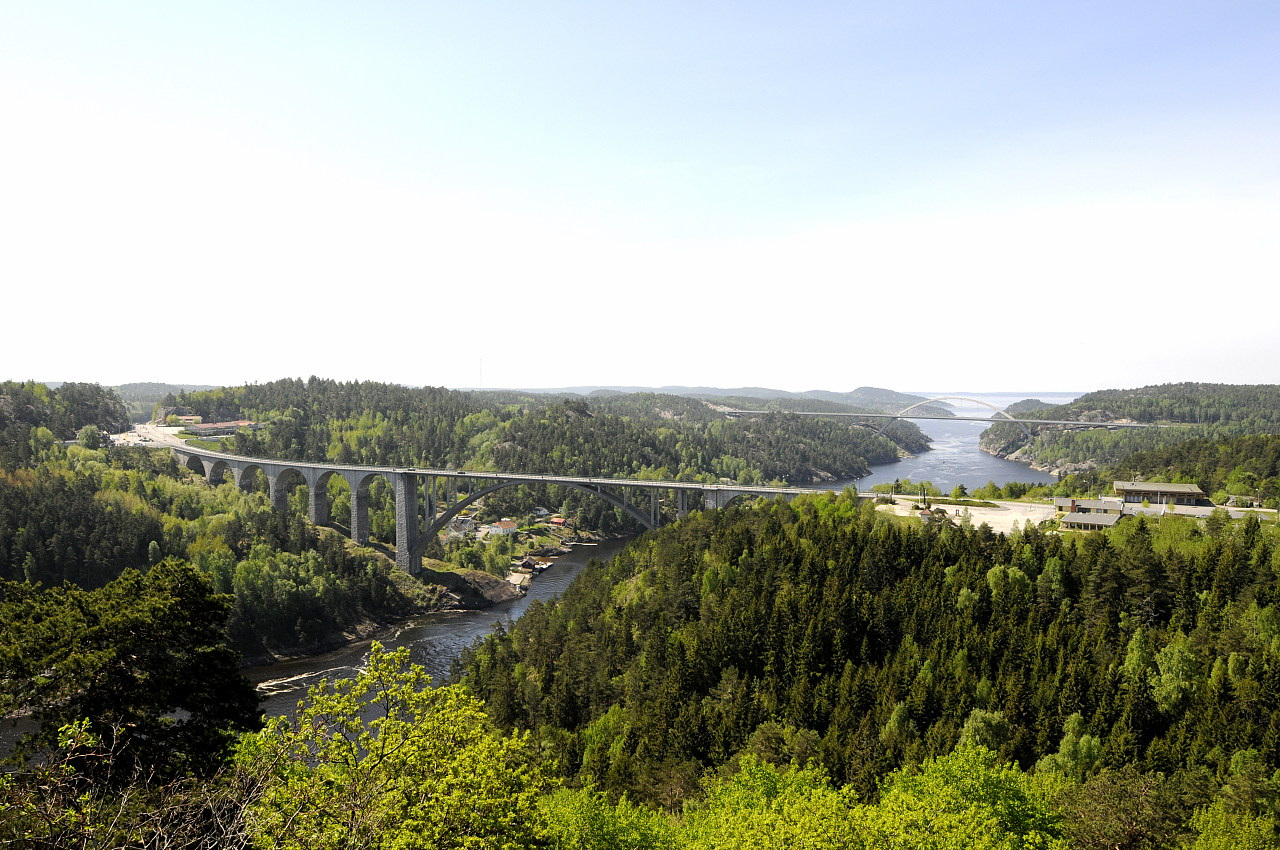
Les ponts du Svinesund.